# Fuente el Fresno
Fuente el Fresno és un municipi de la província de Ciudad Real a la comunitat autònoma de Castella-La Manxa.